# ノシメトンボ
ノシメトンボ（熨斗目蜻蛉、Sympetrum infuscatum）は、アキアカネと並んでよく見られるアカネ属の普通種。日本の北海道から九州のほぼ全国に分布する。和名は成虫の腹部の黒い斑紋が熨斗目模様に似ていることに由来する。地方によっては「クルマトンボ」の俗称がある。

## 形態
成虫は赤とんぼの中では最大になる種の一つ。特に西日本の個体では大型化する傾向がある。体長37-52mm、腹長22-35mm、後翅長25-39mm程度で雄雌ほぼ同じ大きさ。翅の先端が褐色に縁取られているのが最大の特徴で、飛んでいる時でもよく目立つ。同様な褐色斑を持つコノシメトンボ、リスアカネにも似るが本種は特に腹部が細長く、印象はかなり異なる。
雄雌とも顔面の額上部に小さな眉班（ビハン）を有する個体とこれを欠く個体とがある。
幼虫は典型的な赤とんぼ型のヤゴで、体長は18mm程度。ナツアカネ、リスアカネと同様に、背棘は第4節～第8節、または第5節～第8節にあり、腹部第8節の側棘の長さは第9節の末端を大きく超えるが、本種は腹部全体がやや長く見える。

## 生態
成虫は6月下旬頃から羽化し、11月下旬頃まで見られる。平地から低山地にかけての、周辺に林地のある比較的開けた池沼、水田に多い。羽化した成虫は周辺の林地や林縁に移動し、体が成熟するまでそこで摂食活動を行う。アキアカネとは違って、羽化水域から遠く離れた高標高地まで集団移動することはない。
未熟なうちは雌雄とも体色は黄褐色をしている。成熟すると全体的に黒味が増してくるが、雄の腹部背面は暗赤色に変化し、雌では橙色が濃くなる程度であり、本種は赤くならない赤とんぼである。翅の褐色斑の大きさには変異があり、寒冷地ではほとんど消失している個体も見られる。
成熟後、雄は水辺で縄張りを形成し、雌を見つけるとすぐに交尾する。本種も他の雄の侵入に対して一旦は強い縄張り占有行動を示すものの、明確な縄張りの範囲を持たず、長時間にわたって一定の範囲に固執することは少ない。他種の侵入に対しては比較的寛容である。
産卵は水のない池畔の草原や水田の稲穂の上などで、緩やかに飛びながら上下動を交えて卵を振り落とす連結打空産卵を行う。雌雄が連結したまま行うことが多いが、途中で連結を解いて雌の単独産卵に移行することもある。この場合は雄が上空でホバリングをしながら、または付近に静止して雌の産卵を警護をすることもあるが、長時間は持続しない。水のある場所には産卵しない。秋に産み落とされた卵はそのまま越冬し、翌春産卵場所が増水して水面が上昇し水没した環境下で孵化し幼虫となる。
本種は成熟個体であっても人間に対する警戒心が比較的薄いとされる。

## 類似種

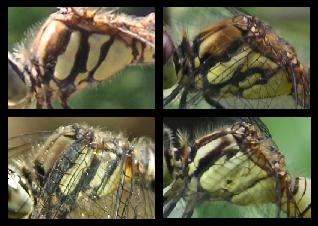
胸部の比較 左上)ノシメトンボ・右上)コノシメトンボ ・左下)リスアカネ・右下)マユタテアカネ

翅の先端が褐色になるよく似た種類にコノシメトンボ、リスアカネがある。成虫の一般的な大きさはこの三種の中ではノシメトンボが最も大きく、次いでコノシメトンボ、リスアカネの順となる。
本種の雄は成熟しても腹部に暗赤色がさす程度にしか赤化しないが、リスアカネは腹部のみが橙色を帯びた赤色に変化し、コノシメトンボは顔面、胸部、腹部まで濃い赤色になるため、容易に見分けることができる。
翅の先端の褐色斑の濃さは、一般的にはコノシメトンボが最も色が濃く、次いでノシメトンボ、リスアカネの順となる。しかしこの部分は未熟期には薄く、逆に老熟が進んでも次第に褪色すること、個体による差異などもあり、決定的な識別点とはならない。
また、これら三種は胸部側面の斑紋の形状がそれぞれ異なることで見分けることができる。本種の特徴は、胸部側面の3本の黒条のうち、前から2本目がはっきりと上端まで達していることと、前から1本目、3本目と比べると傾斜角が立っており、平行になっていないように見えるところである。このように胸部を見るのが最も確実な見分け方である。

## 近縁種
体格や体色はそれぞれ異なるものの、国内の種ではリスアカネ、ナニワトンボと近縁である。尚、姿形が非常によく似ているコノシメトンボとは産卵の方法も異なっており、同属内であっても系統的にはそれほど近縁な種類ではない。

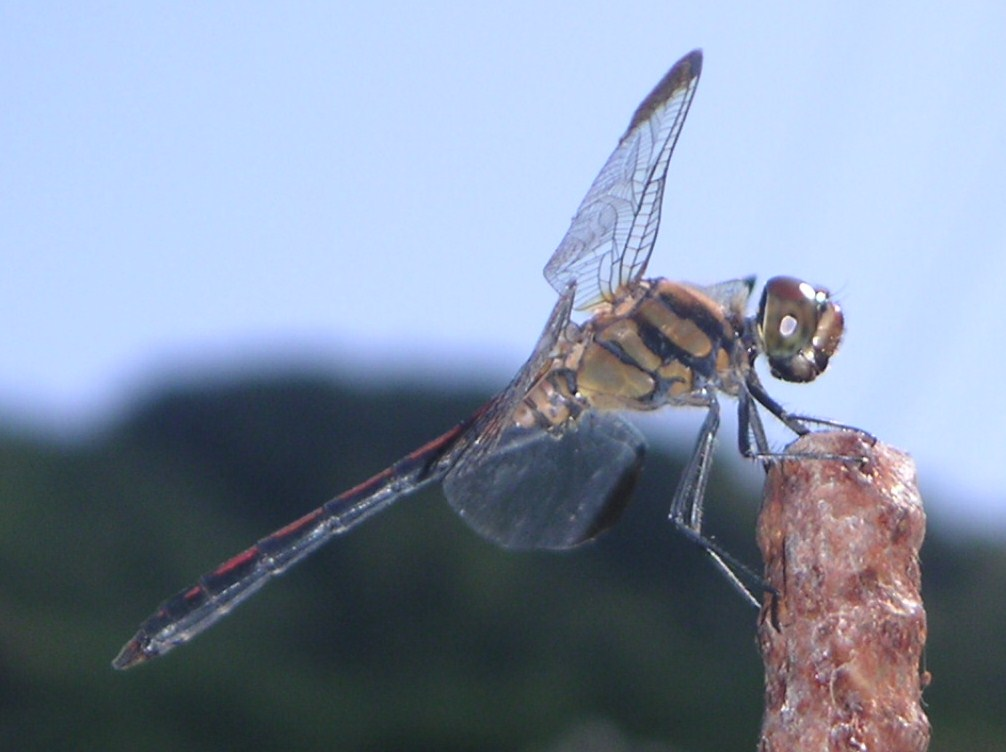
真横から見た雄
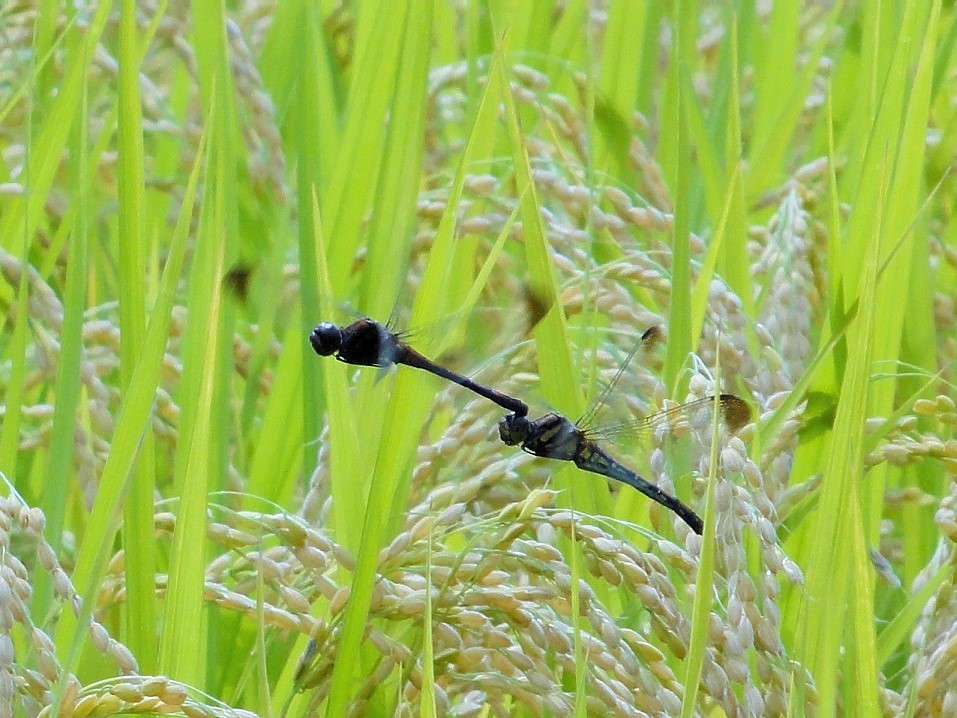
連結打空産卵
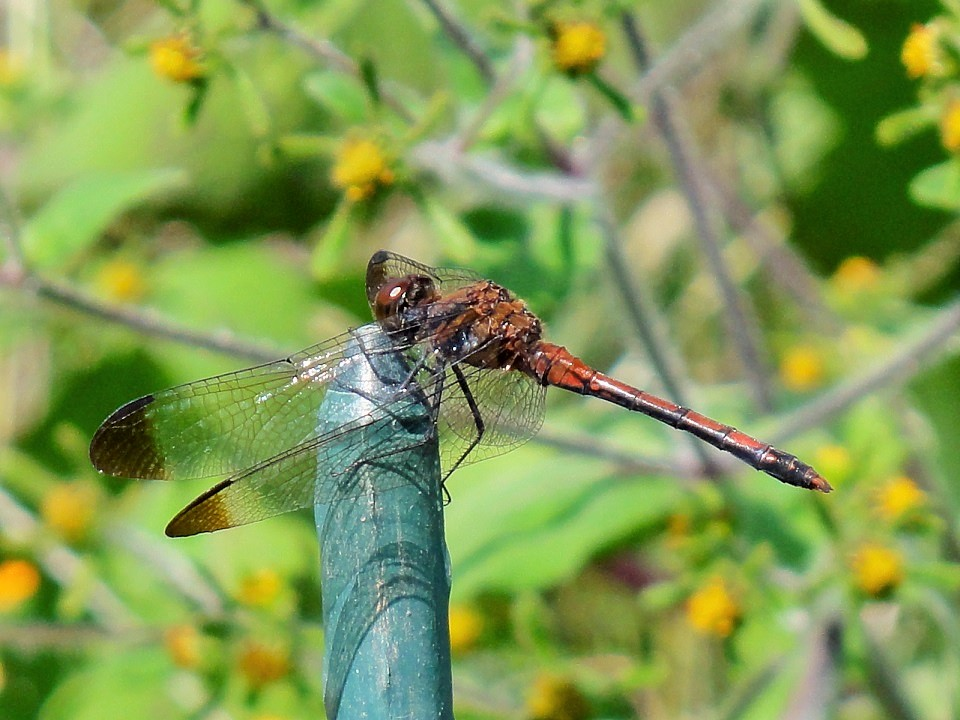
成熟した雄